# Lago alpino

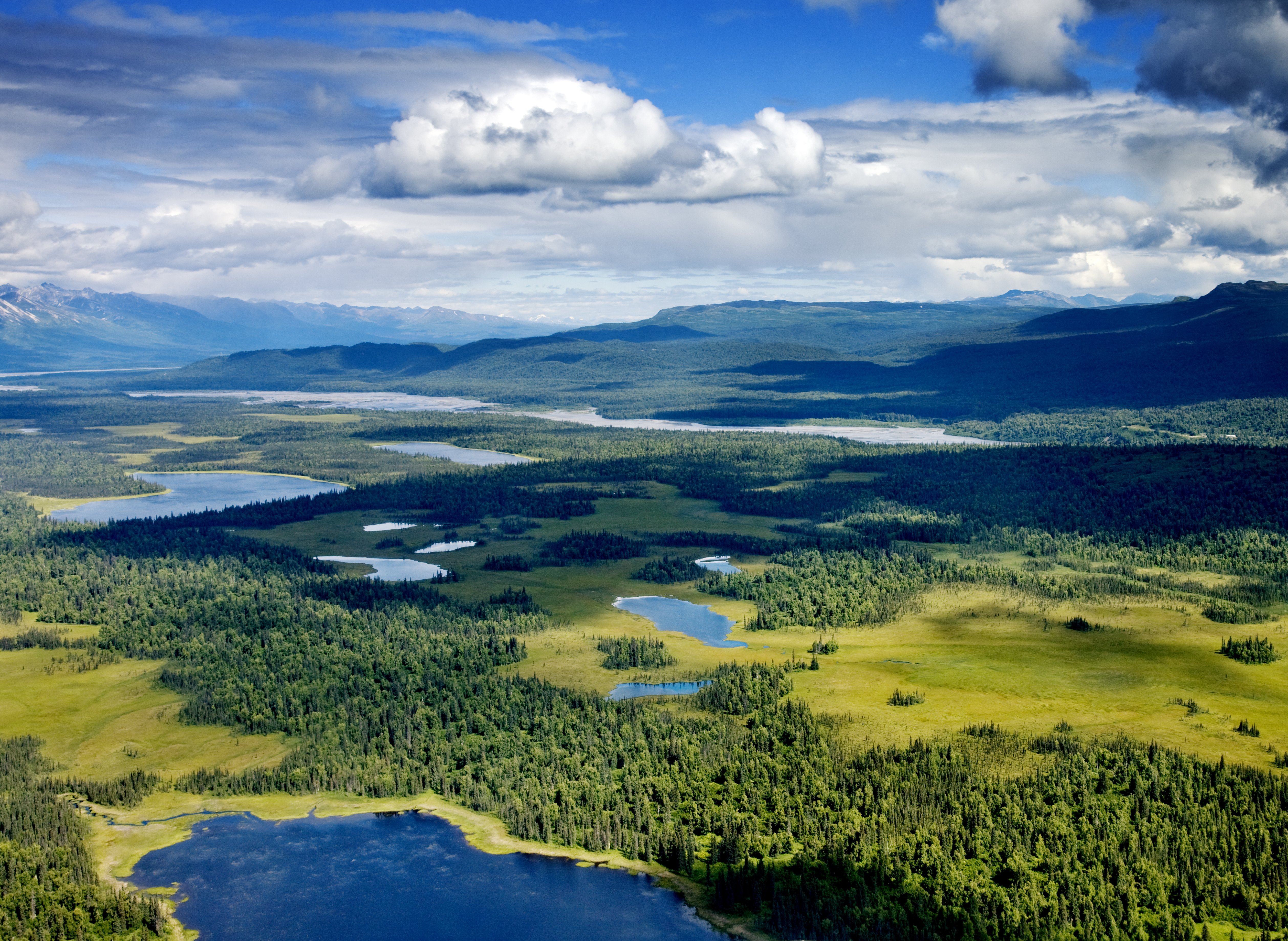
Floresta e lagos alpinos, Parque Nacional de Denali, Alasca.

Lagos alpinos são lagos ou reservatórios de água situados em altitudes elevadas. Normalmente tal definição é usada para lagos situados acima de 1.500 metros acima da linha das árvores, porém esta definição varia de acordo com o país e local onde o lago se encontra; no estado americano de Washington, por exemplo, os lagos recebem esa denominação quando se situam a cerca de 760 metros acima do nível do mar, no oeste do estado, e a cerca de 1000 metros acima do nível do mar, no leste do estado.
Os lagos alpinos costumam ter as águas muito transparentes, devido à sua temperatura baixa, que diminui a velocidade e a quantidade de algas e musgo que crescem neles. Frequentemente estão cercados por diversos tipos de pinheiros, álamos e outras árvores típicas de altas altitudes.